# Silverstoneia flotator
Silverstoneia flotator är en groddjursart som först beskrevs av Dunn 1931.  Silverstoneia flotator ingår i släktet Silverstoneia och familjen pilgiftsgrodor. IUCN kategoriserar arten globalt som livskraftig. Inga underarter finns listade i Catalogue of Life.